# マレー式機関車

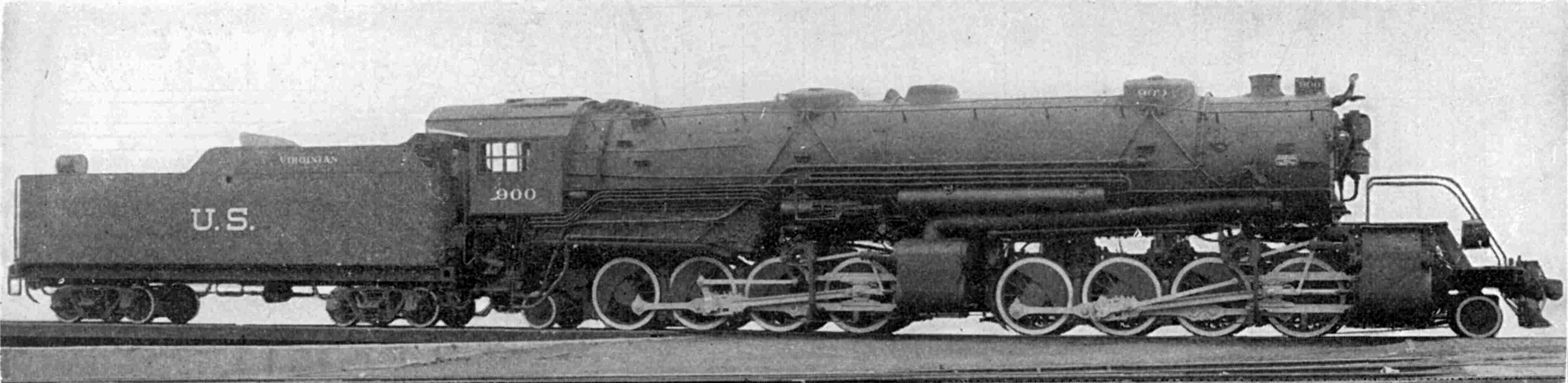
マレー式蒸気機関車

マレー式機関車（英: Mallet locomotive）は、関節式機関車の一様式で、一方の走り装置は車体の下に固定されており、もう一方の前側の走り装置が進行方向に沿って首を振るようにした構造のものである。スイスの技師アナトール・マレーによって発明された。

## 構造
1個のボイラーを有し、ボイラーの下に2組の走り装置（シリンダー・動輪など）を備えている。
本来は複式機関車の一種であり、ボイラーで作られた蒸気はまず後方の走り装置を高圧で駆動し、その後前方の走り装置に送られそちらを低圧で駆動した後、排出されるという機構で、関節式になった理由も製作者のマレーが以前作った別の複式機関車で起きた速度を上げた際の不安定性を関節式で防止するためであり、副次的な物であった。
後部の台枠は普通の機関車と同様にボイラーに固定されているが、前部台枠は後部台枠とは左右に首を振る関節でつながれ、曲線に沿って首を振る構造となっている。当時は首を振る台枠のシリンダーに蒸気を供給する曲がる蒸気管の圧力をあまり上げられなかったが、この方式なら一度使用後の低圧蒸気を使用するので当時の技術でも十分蒸気漏れを防ぐことができた。ボイラー前部の荷重は左右にスライドするベアリングにより前部台枠に伝えられる。
アナトール・マレー自身が作ったマレー式1号機はドコービル社の可搬式鉄道（600mm軌間）などで使う小型機（車輪配置0-4-4-0）として設計しており、このため1886年にパテント習得から1900年までに400両のマレー式蒸気機関車が製造されたが、ほとんどがナローかせいぜいメーターゲージ向けのタンク機であり、台数の多いフランスなどでも標準軌向けは2両だけであった。1904年にアメリカで勾配の後押し用に重連補機が必要だったところを1両で済ませるためボルチモア&オハイオ鉄道で0-6-6-0の大型機が開発され、車軸配置を色々変えながらも勾配用などに採用されていた。
しかしアメリカではこの大型化に伴い低圧シリンダーの肥大（低圧蒸気なので大型にしないと力が確保できない）して最大で直径が1.22ｍを超えるようになって後述の問題（短所・複式のみ参照）が露わになり、また1次大戦後蒸気管の加工精度やシーリング材の向上で首を振る前部台枠に高圧蒸気を送れることになったため、マレー式と同じ車軸配置ながら4つのシリンダーすべてに高圧蒸気を送る機関車が誕生した。
これをアメリカではシンプルアーティキュレーテッド＝単式関節形蒸気機関車と呼んだ。アナトール・マレー自身は「マレー式は複式」としていたものの、単式としたこのような構成の機関車を指す名称が特に無いこともあり、単式のものもマレー式と呼ばれることが多い。（複式との区別のため単式マレーとも呼ばれる）

## 特徴
一部マレー式に限らず複式機関車、多気筒機関車、関節機全般にも当てはまるものがある。

### 利点

#### 単式・複式双方
- 1両の機関車に2両分の走り装置を持つため、出力は大幅に向上する。同じ出力なら1つ1つのシリンダーが小さくできるので車両限界確保やレシプロマス軽量化になる[4]。
- 動輪数が多くできることから、出力の割に軸重を抑えることができ、さらに動輪数の多さに加えて前部の関節のガタでレールにうまく粘着するので空転が生じにくい[5]。
- 動輪数の割に固定軸距を短くできるため、軌道に与える横圧が小さく、急曲線に対応できる[6]。
- 4気筒同士でも台枠内部にシリンダーがある形式より整備性が良い[脚注 6]。

#### 複式のみ
- 燃費が単式に比べて低い（このためアメリカでもノフォーク&ウェスタン鉄道では1953年にわざわざ単式マレーを改造して複式にしたことがある[7]。）[8]。
- 前述のように単式マレーも空転しにくいが、これに加えて複式ではトルク変動を抑えられ、さらに空転しにくい[9]。
- 関節部分には低圧蒸気を送るので他の関節式に比べ蒸気漏れ対策が楽[2]。

### 短所

#### 単式・複式双方
- フレームが屈曲するので高速安定性が悪い[脚注 7]。
- 全長が長くなる[脚注 8]ので大型の転車台が必要になる[脚注 9]。
- 構造が複雑で製造費が高く、保守点検が困難である。

#### 複式のみ
- 高圧シリンダから低圧シリンダへの配管が必要になる。
- 出発時に前後のシリンダーが別々に動くので、注意して蒸気を入れないと高圧側が空転する[脚注 10]。
- 低圧シリンダーは大型化しないと出力を確保できないので、大型機では低圧シリンダーが左右に動くせいで車両限界に接触しやすくなったり、重量増加で単式以上に蛇行運転の原因になる。またレシプロマスの軽量化が困難になる[脚注 11][10]。

日本でも複式マレー式機関車が輸入されたが、これらの短所が問題視されたため、急曲線、山岳線などが多いにもかかわらず、短期間の使用に終わった（詳細は後述）。

## 導入例

### 日本
日本では、1903年（明治36年）にドイツのマッファイ社が0-4-4-0(B+B)形のタンク機（後の鉄道院4500形）を持ち込んだが、元々メーターゲージ用を改軌したもので、当時の日本でも国鉄規模では非力で幹線の実用にならず普及しなかった。
その後、東海道本線や東北本線などの輸送量は増大していたが、箱根越えなど長距離にわたって20‰の勾配が連続する区間があり、輸送上のネックとなっていた。そこで考えられたのが、電化あるいは軌道を強化してより大型の蒸気機関車を導入するかであったが、いずれも多額の費用が必要であった。そのような状況下でアメリカン・ロコモティブ（アルコ）社の日本における代理店である三井物産が強力でも軸重が軽いという触れ込みでマレー式機関車を売り込んできたため、1911年に試験的に6両を輸入し9020形とされたが、アメリカではこれまでないレベルの小型機で日本基準でも使い勝手が悪くマレー式の訓練用に使用された。翌1912年にアルコ社製の9750形、アメリカ・ボールドウィン社製の9800形、ドイツ・ヘンシェル社製の9850形など0-6-6-0が一気に計54両輸入され、東海道本線（現・御殿場線）山北 - 沼津間などの急勾配区間で使用されたが、先輪がないためフランジの摩耗が激しく、朝倉希一はこれについて「レールの断面形状（が一定していない事）がフランジ摩耗の主原因」と論文を出したが、当時の技術ではレールの断面形状一定化は困難で解決に至らず、これ以後マレー式の増備はされなかった。残された54両も過熱器装備の9600形や9900形などの日本産の固定台枠式の機関車でこの急勾配区間が十分越えられるようになったこともあって逐次置き換えられ、1933年までに全廃されている。これが日本で唯一のマレー式機関車の本格採用例で15年ほどの期間であった。

### インドネシア
インドネシアでは同じ1067mm軌間でも日本とは対照的にジャワ島内の急勾配・急曲線区間（主にジャワ島南西部）にマレー式機関車を導入しており、1899年のBB10形（Lokomotif BB10）（車輪配置0-4-4-2T）から1962年に日本車両で製造されたBB81形（0-4-4-2T）まで8形式があり、
BB10は1899年に8両製造の後、1906・1907年にも8両ずつ増備し、CC10は1904年から1911年まで毎年のように増備し合計34両に達するなど両数もまとまっていた。
また、南アフリカなどと違って許容軸重が10ｔ程度しかないので動輪数の増加がいち早く、1916年の時点で8軸（2-8+8-0）のDD50を8両導入しており、このDD50とその改良型のDD51（1919年12両）・DD52（1923-24年・10両）はいずれも車輪配置2-8+8-0、過熱器搭載で機関車重量が94～97tと狭軌では大型のマレー機で「ジャワのビッグボーイ」と呼ばれ、1970年代中頃までに他のマレー機が全廃されても数両ほど残存していた。

### 南アフリカ
南アフリカではダーバンの急勾配に苦労していたナタールガバメント鉄道（NGR）がアメリカのアルコ社に2-6-+6-0を1両注文し、1909年にMA形（South African Class MA 2-6-6-0）と呼ばれる機関車を受け取ったのがマレー式使用の始まりで、NGRではこれを試験使用した結果、仕様をある程度変えたMB型7両（アルコ）とやMC型10両（ノースブリティッシュロコモティブ）に発注し、同時期にセントラルサウスアフリカ鉄道（CSAR）もNGRのMA形に刺激され、1910年にMD形（2-6+6-2）を製造し、これは狭軌で初めて本体重量が100tを超えた機関車となった。
（なお、南アフリカの鉄道は1910年に合併して南アフリカ鉄道（SAR）になっている。）
その後は過熱式が導入されるようになって高出力化や大型化が進み、1915年に導入されたMH形（2-6+6-2、South African Class MH 2-6-6-2）は南アフリカだけではなく狭軌全体でも最大なマレー機関車で機関車本体のみで128ｔあったが、
これ付近から米国でもあった低圧シリンダーの大型化問題、急カーブの多い南アフリカではマレー式でも8軸は通過困難でこれ以上動輪を増やせず、おまけにシリンダーだけではなくカーブ通過時のボイラー前部の外の張り出しから、これ以上の大型化が困難となり（小型機はMJ形が1921年まで増備されている）、1920年に導入したGA形（ガーラット式）が優秀だったこともあり、この後の関節式はカーブ通過の問題の少ないガーラット式に切り替えられてマレー式は増備を打ち切られている。（既存マレー機はそのまま使用され、1962年まで生き残りがいた。）

### アメリカ
アメリカ初のマレー機関車である前述のボルチモア&オハイオ鉄道の勾配補機用の2400形（Old Maude）が大型マレーの第1号になる（1904年）。
複式のみの時代でも1906年から1915年にかけて大型化し、チェサピーク＆オハイオ鉄道（C&O）の車輪配置2-6-6-2の270t機やサザン・パシフィック鉄道の2-8-8-2の265t機などが生まれたが、これらは時速48㎞（30マイル）を超えると走行が不安定になったので低速の貨物列車専用だった。その後、1919年にペンシルバニア鉄道で2-8-8-0単式マレー（3700号）が成功し、これによって複式で起きる高速時の問題がない単式マレーの時代になるとさらに大型化は進み、1930年代になると前述の走行不安性の原因の前後の動輪群の重量配分不均等も修正され時速113㎞（70マイル）でも安全に走れるようになり、1936年製造のユニオン・パシフィック鉄道「チャレンジャー」（4-6-6-4）は時速130㎞を楽々走れる設計となって名目上は貨客両用機（実際は高速貨物の牽引が主）になり、さらに1941年にこれを大型化した同鉄道のビッグボーイ（4-8-8-4）は初期のマレー式機関車にあった「先輪台車が垂直にも動けるので（稼働する）前動輪群の第一動輪がスリップしやすい」という問題を先輪台車を左右動のみを許して勾配や線路の凸凹は効果的な方法で吸収させて解決し、動輪のスリップを抑えてより高速安定性が増した。
また、前述のサザン・パシフィック鉄道では山岳地帯を走る上、雪だまりを防ぐために路線の上に雪よけの覆いが計61kmに渡りかけられていたので、煙から運転席を守るべく運転台が最前部のキャブ・フォワードのマレー式機関車が使われ、まず2-8-8-2で複式のMC-2型（en:Southern Pacific class MC-2）が作られたが、次第に大型化してAC-4型から単式となった（前述のMC-2も1927年に単式のAC-1型に改造された）、計200両以上が導入され同鉄道の象徴となっていた。
（詳しくは「キャブ・フォワード型蒸気機関車#アメリカ」を参照）
変則なものではボールドウィンが1914年と1916年に計4両製造したテンダー部分にも走り装置をつけた三連節のトリプレックス式機関車（2-8-8-8-2or2-8-8-8-4）があり、複式でありながら全シリンダーが同じサイズで、中央の高圧シリンダーで使用後の蒸気を前後の低圧シリンダーに2分するという方法だったが、蒸気分配がうまくいかない上に後方シリンダーが運転台の真下にあるので乗員が高熱と振動に苦しめられ期待以下の成績に終わり、エリー鉄道P1型3両（従輪1軸）は1929～33年にかけ解体、バージニアン鉄道XA1両（従輪2軸）はテンダーの走り装置を外して2-8-8-0に改造され、取り外した走り装置を利用して別に2-8-2の蒸気機関車が製造された。

### ヨーロッパ
ヨーロッパでは当初の目的通り、線路規格が低く輸送量の多い狭軌軽便線に使われることが多く、ヨーロッパのみならず世界初の市販マレー式機関車も1888年に製造されたコルシカ鉄道のメーターゲージ向け0-4-4-0タンク機で、この型はその後スイスの鉄道に合計27両納入された。
ただし一部大型機もあり、輸入機では1908年製造のアメリカ・アルコ社製の2-6-6-0のテンダー機（機関車のみで103ｔあり、当時のヨーロッパではかなりの大型機。）がフランスのエスト鉄道で勾配補機用に使用された他。ヨーロッパ内製造でも、1914年のハンガリー国鉄（当時はオーストリア・ハンガリー帝国）のブダペスト工場製2-6-6-0（機関車のみで106.5ｔ）や、ドイツの132ｔ機などがある。